# Apus leuconyx
Apus leuconyx là một loài chim trong họ Apodidae.